# The House That Built Me
«The House That Built Me» — песня американской кантри-певицы Миранды Ламберт, вышедшая в качестве 3-го сингла с третьего студийного альбома Ламберт Revolution (2010).
Сингл достиг первого места в кантри-чарте Hot Country Songs, став для Ламберт 1-м в карьере чарттоппером, а 31 января 2011 года получил вторую для певицы платиновую сертификацию RIAA в США. За исполнение песни Ламберт получила Премию Грэмми в категории Лучшее вокальное исполнение кантри-певицами.
В 2024 году Rolling Stone поместил песню на 77-е место в своем рейтинге 200 величайших кантри-песен всех времен.

## Отзывы
Сингл вышел 8 марта 2010 года на студии Columbia Nashville и получил положительные отзывы музыкальной критики и интернет изданий. Мэтт Бьорк из изданимя «Roughstock» положительно охарактеризовал эту песню в своем обзоре диска Revolution, назвав её «одной из лучших песен на альбоме». Он отметил, что Ламберт и её продюсеры сделали эту песню «простой и совершенно красивой»). Позже Бьорк, рассматривая сам сингл, описал его как «песню, которая звучит ностальгически, но в этом нет и не чувствуется какого-либо клише», и пришёл к выводу, что трек имеет хорошие шансы на номинацию CMA Awards в 2010 году. Блейк Болдт из «Engine 145» также похвалил и одобрил эту песню, отдавая должное Ламберт в подборе и «органическом рассказывании историй, а не в надуманных коммерческих предпочтениях». Он описал саму песню как «великолепный кусочек грустной страны, не ставший излишне мягким или сентиментальным», и назвал её «фаворитом в гонке на звание сингл года». Дэн Милликен из «Country Universe» присвоил песне рейтинг «А», положительно отозвавшись о ней и назвав её «лучшей в альбоме» и успешной на радио, благодаря «своей грации и интеллектуальному наполнению, а не потому, что она оказалась более броской, чем остальные конкуренты».
Песня «The House That Built Me» была названа Лучшей песней года изданием Engine 145 (№ 1 в его списке Best Country Songs of 2009).
В 2019 году песня «The House That Built Me» была названа Лучшей песней десятилетия изданием The Country Daily (№ 1 в списке ACM Song of the Decade Award).

## Награды и номинации
Песня «The House That Built Me» получила премию Грэмми на 53-й церемонии в категории Лучший исполнение кантри-певицами, что стало первой Грэмми в карьере Миранды Ламберт и номинацию на престижную Лучшую песню года.
| Награда                 | Категория                             | Результат |
| ----------------------- | ------------------------------------- | --------- |
| 44-я CMA Awards         | Song of the Year                      | Победа    |
| 44-я CMA Awards         | Single of the Year                    | Номинация |
| 44-я CMA Awards         | Music Video of the Year               | Победа    |
| 53-я церемония «Грэмми» | Лучшая песня года                     | Номинация |
| 53-я церемония «Грэмми» | Лучшая кантри-песня года              | Номинация |
| 53-я церемония «Грэмми» | Best Female Country Vocal Performance | Победа    |
| 46-я ACM Awards         | Song of the Year                      | Победа    |
| 46-я ACM Awards         | Single Record of the Year             | Победа    |
| 46-я ACM Awards         | Video of the Year                     | Победа    |

## Музыкальное видео
Музыкальное видео было снято режиссёром Trey Fanjoy, а премьера прошла 8 апреля 2010 года на канале CMT.
На видео экскурсионный автобус Ламберт подъезжает к дому её детства, и она подходит к входной двери, чтобы спросить, может ли она войти. Внутри дома она бродит по различным комнатам, в то время как документальные воспоминания о её семье, о себе как о ребенке, о доме, который выглядит почти так же как в детстве. На протяжении всего видео Ламберт поёт под свою акустическую гитару, сидя на полу в одной из спален. Некоторые кадры, использованные для воспоминаний, состоят из собственных домашних видеороликов Ламберт. Видео было снято в доме недалеко от Нэшвилла.

## Коммерческий успех
«The House That Built Me» дебютировал на 51-м месте в американском хит-параде кантри-музыки Hot Country Songs журнала Billboard в дату с 6 марта 2010 года. Сингл также дебютировал на 98-м месте в основном мультижанровом чарте Billboard Hot 100 в дату с 10 апреля 2010 года на 91-м месте в канадском чарте Canadian Hot 100 в дату с 1 мая 2010 года; в то время сингл стал наиболее успешным для Миранды в обоих чартах. Также он был самым быстро поднимающимся в чарте и за восемь недель дошёл до лучшей двадцатки Top-20 и в итоге стал первым для певицы чарттоппером, когда он 12 июня 2010 года поднялся на первое место в Billboard Hot Country Songs. К апрелю 2014 года было продано 2 млн копий, а к маю 2016 года тираж достиг 2,267 млн копий в США.

## Чарты
| Чарт (2010)                         | Высшая позиция |
| ----------------------------------- | -------------- |
| Канада (Billboard Canadian Hot 100) | 52             |
| Канада (Billboard Country)          | 2              |
| США (Billboard Hot 100)             | 28             |
| США (Billboard Hot Country Songs)   | 1              |

| Чарт (2010)                        | Позиция |
| ---------------------------------- | ------- |
| США, Billboard Hot 100             | 91      |
| США, Hot Country Songs (Billboard) | 11      |

| Чарт (2010—2019)                   | Позиция |
| ---------------------------------- | ------- |
| США, Hot Country Songs (Billboard) | 38      |

## Сертификации
| Регион | Сертификация  | Продажи   |
| --- | ------------- | --------- |
| США (RIAA) | 2× Платиновый | 2 000 000 |
| * Данные о продажах приведены только на основе сертификации. ^ Данные о тиражах приведены только на основе сертификации. |               |           |